# 빅센
빅센(일본어: ビクセン 비쿠센[*], 영어: Vixen)은 일본의 망원경, 쌍안경, 현미경 등 종합 광학 기기 제조업체이자 브랜드이다.